# Francisco de Guruceaga Iturriza
Francisco de Guruceaga Iturriza (Valencia, 28 de enero de 1928-Caracas, 10 de febrero de 2012) fue un obispo católico venezolano, incardinado en la Prelatura del Opus Dei. Fue Obispo auxiliar de Ciudad Bolívar (1967-1969); obispo de Margarita (1969-1973);  obispo de La Guaira (1973-2001); y obispo emérito de La Guaira (2001-2012).

## Biografía
Francisco de Guruceaga Iturriza nació en la localidad venezolana de Valencia en 1928. Comenzó sus estudios en el colegio La Salle (Valencia), concluyéndolos en la Universidad Simón Bolívar. Se trasladó a Roma donde realizó la licenciatura en Filosofía y Teología. Se doctoró en Derecho en el Universidad Pontificia de Santo Tomás (Angelicum) en 1958 con una tesis de Derecho Canónico sobre el estatus jurídico de la iglesia en Venezuela. Posteriormente se licenció en periodismo en la Universidad de Navarra.
Miembro del Opus Dei, fue ordenado sacerdote el 14 de agosto de 1960 en la Basílica Pontificia de San Miguel (Madrid) por el cardenal Ildebrando Antoniuti. En 1963 regresó a Venezuela y fue nombrado capellán de la Academia Militar de Venezuela.
Pablo VI lo nombró obispo titular de Villa Regis el 31 de marzo de 1967 y obispo auxiliar en la arquidiócesis de Ciudad Bolívar. El Arzobispo de Caracas, Santiago de Venezuela, José Humberto Cardenal Quintero Parra, lo ordenó obispo el 21 de mayo de 1967; Los co-consagradores fueron Críspulo Benítez Fontúrvel, Arzobispo de Barquisimeto, y Crisanto Darío Mata Cova, Arzobispo de Ciudad Bolívar. El 18 de junio de 1969 fue nombrado primer obispo de la Diócesis de Margarita en Isla Margarita.
Después de cuatro años, Pablo VI lo nombró el 2 de octubre de 1973, Obispo de la Diócesis de La Guaira. Allí permanecerá hasta 2001. Durante esos veintiocho años realizó muy variadas iniciativas: erigió catorce nuevas parroquias, organizadas en cuatro arciprestazgos, fundó el Seminario Diocesano San Pedro Apóstol, ordenó a cuarenta nuevos sacerdotes; fundó la Escuela de Teología para Laicos; creó la casa diocesana de retiros San José de Corralito, y la Fundación San Pedro Apóstol, dotándola de dispensarios, y varias unidades educativas; logró el establecimiento de nuevas comunidades de religiosas en la diócesis; impulsó la catequesis, la pastoral familiar, y las asociaciones y movimientos de apostolado laical.
En 1978 fue nombrado profesor honorario de la Universidad Simón Bolívar.
El 18 de octubre de 2001, el Papa Juan Pablo II aceptó su dimisión por motivos de salud. Falleció el 10 de febrero de 2012. Sus restos reposan en la catedral de san Pedro Apóstol de La Guaira.